# Пазарџичка област
Пазарџичка област (буг. Област Пазарджик) се налази у јужном делу Бугарске. Ова област заузима површину од 4,459 km² и има 319.358 становника. Административни центар Пазарџичке области је град Пазарџик.

## Списак насељених места у Пазарџичкој области
Градови су подебљани

### Општина Батак
Батак,
Нова Махала,
Фотиново

### Општина Белово
Аканџиево,
Белово,
Габровица,
Гољамо Белово,
Дабравите,
Мененкјово,
Момина Клисура,
Сестримо

### Општина Брацигово
Брацигово,
Бјага,
Жребичко,
Исперихово,
Козарско,
Равногор,
Розово

### Општина Велинград
Абланица,
Биркова,
Бозјова,
Бутрева,
Велинград,
Всемирци,
Враненци,
Грашево,
Горња Биркова,
Горња Дабева,
Драгиново,
Доња Дабева,
Кандови,
Крстава,
Медени Пољани,
Пашови,
Побит Камак,
Рохлева,
Света Петка,
Срница,
Цветино,
Чолакова,
Алендарова,
Јундола

### Општина Лесичово
Боримечково,
Динката,
Калугерово,
Лесичово,
Памидово,
Церово,
Штрково

### Општина Пазарџик
Априлци,
Алеко Константиново,
Братаница,
Величково,
Гелеменово,
Главиница,
Говедаре,
Дебрштица,
Добровница,
Драгор,
Званичево,
Ивајло,
Крали Марко,
Љахово,
Мало Конаре,
Мирјанци,
Мокриште,
Овчеполци,
Огњаново,
Пазарџик,
Паталеница,
Пиштигово,
Росен,
Сараја,
Сбор,
Синитово,
Тополи Дол,
Хаџиево,
Цар Асен,
Црнча,
Черногорово,
Јунаците

### Општина Панађуриште
Бања,
Бата,
Левски,
Елшица,
Обориште,
Панађуриште,
Поибрене,
Попинци,
Панађурски Колонии,
Сребриново

### Општина Пештера
Капитан Димитриево,
Пештера,
Радилово

### Општина Ракитово
Дорково,
Костандово,
Ракитово

### Општина Септември
Бошуља,
Варвара,
Ветрен,
Ветрен Дол,
Виноградец,
Горњо Вршило,
Доњо Вршило,
Злокучене,
Карабунар,
Ковачево,
Лозен,
Семчиново,
Септември,
Симеоновец,
Славовица

### Општина Стрелча
Блатница,
Дјулево,
Свобода,
Смилец,
Стрелча